# Reconquista de Constantinopla
La reconquista de Constantinopla y la recuperación de la ciudad de Bizancio por los bizantinos del Imperio de Nicea se llevó a cabo con un golpe de Estado el 25 de julio de  1261. El evento terminó el efímero Imperio latino y permitió la restauración del Imperio bizantino.

## Antecedentes
Durante la cuarta cruzada en 1204, el emperador bizantino Alejo III Ángelo huyó de Constantinopla en lugar de hacer frente al ejército cruzado. Tras esto, Alejo IV Ángelo y su padre Isaac II Ángelo tomaron el trono. Sin embargo, debido a que Alejo IV Ángelo no podía mantener las promesas que le había hecho a los cruzados y venecianos. Empezó a quemar propiedad de la iglesia para dar a los cruzados oro fundido, finalmente Alejo y su padre fueron asesinados por Alejo V Ducas el cual fue proclamado emperador. Este rompió definitivamente las promesas con los cruzados. Los cuales junto a los Venecianos entraron en Constantinopla la cual fue saqueada. Tras estos incidentes, terminaron en Constantino Láscaris siendo coronado en la basílica de Constantinopla, pero poco después, junto con su hermano Teodoro, yerno de Alejo III Ángelo, tuvo que huir a la ciudad de Nicea de Bitinia, al comprender que la situación resultaba insostenible.
Los cruzados establecieron el Imperio latino en Constantinopla, pero no consiguieron dominar todo el antiguo territorio bizantino, en el que surgieron el Despotado de Epiro, el Imperio de Trebisonda y el Imperio de Nicea. Nicea era la más cercana al Imperio latino y se encontraba en la mejor posición para intentar restablecer el Imperio bizantino. Teodoro I Láscaris no lo logró de inmediato, pero logró arrebatarle gran parte de la Anatolia noroccidental al emperador latino Balduino I, enfrascado en defenderse de las acometidas de Kaloján de Bulgaria. Teodoro también derrotó a un ejército trebero, así como a otros rivales menores, e hizo del suyo el más poderoso de los estados sucesores de Bizancio. En 1206, sintiéndose seguro, se confirmó como emperador, coronándose en Nicea.
Durante los siguientes años, se establecieron y rompieron numerosas treguas y alianzas entre los distintos estados sucesores de Bizancio, el Imperio latino y los turcos selyúcidas de Iconio o el Sultanato de Rum. Teodoro trató de reforzar sus derechos nombrando un nuevo patriarca de Constantinopla en Nicea. En 1219 se casó con la hija de la emperatriz latina Yolanda de Flandes, pero murió en 1222 y le sucedió su yerno Juan III Ducas Vatatzés.
En 1260 Miguel Paleólogo comenzó el asalto de la propia Constantinopla, algo que sus predecesores habían sido incapaces de llevar a cabo. Se alió con Génova y su general Alejo Estrategópulo dedicó meses a estudiar Constantinopla para planear el ataque.

## El Sitio
El 25 de julio de 1261, Alejo Estrategópulo, recientemente liberado del Despotado de Epiro, fue enviado con un pequeño contingente de ochocientos soldados, la mayoría de ellos cumanos, a vigilar a los búlgaros y espiar las defensas de los latinos. Cuando la fuerza bizantina llegó a la aldea de Silivri, supo por los campesinos que toda la guarnición latina y la marina veneciana estaban atacando a los nicenos de la isla de Dafnusia, en el mar Negro. Estrategopoulos dudó en aprovechar la oportunidad para retomar la ciudad, pues contaba con escasas tropas y la acción excedía sus órdenes. Pudo convencer a los guardias, que le abrieron las puertas de la ciudad y, una vez dentro, incendió el barrio veneciano, pues los venecianos habían sido en gran medida los responsables de la conquista de la ciudad en 1204.

## Consecuencias
Miguel VIII Paleólogo fue reconocido emperador pocas semanas más tarde, y restauró el Imperio bizantino. Los habitantes del restaurado Imperio consideraron al Imperio de Nicea como el verdadero sucesor del Imperio bizantino, aunque aún seguían existiendo el Imperio de Trebisonda y el Principado de Acaya. Acaya fue reconquistada, pero Trebisonda permaneció independiente hasta la conquista otomana. El restaurado Imperio tuvo que hacer frente desde entonces a la nueva amenaza que representaban los turcos otomanos, que sustituyeron a los derrotados selyúcidas.